# Корсаков, Николай Александрович
Николай Александрович Корсаков (1800 — 26 сентября 1820, Флоренция) — русский поэт, композитор и лицейский друг Пушкина.

## Биография
Николай происходил из знатного, но обедневшего рода Корсаковых. Отец — отставной гвардии прапорщик Александр Степанович Корсаков, мать — урождённая Резанова (сестра Николая Резанова). Брат М. А. Дондукова-Корсакова и П. А. Корсакова.
Корсаков был соучеником Пушкина в Царскосельском лицее. В Лицее он занимал комнату № 43. В 1812 году Корсаков первым стал выпускать литературный рукописный журнал «Неопытное перо», авторами которого стали он сам, Пушкин и Дельвиг; в этом журнале было помещено стихотворение Пушкина «Роза».
Корсаков писал стихи, в основном сатирические или юмористические, но наиболее был известен как музыкант. В стихотворении «Пирующие студенты» (1814) Пушкин упоминает его игру на гитаре и называет Корсакова «милый наш певец, любимый Аполлоном». Популярностью пользовались его романсы на стихи Пушкина и Илличевского: «Делия драгая», «К живописцу», «Вчера мне Маша приказала». По словам Пущина, «эти стансы пелись тогда юными девицами почти во всех домах, где Лицей имел право гражданства».

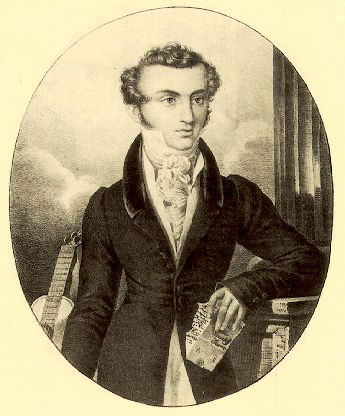
Н. А. Корсаков. Рисунок К. Гампельна

После окончания Лицея (Корсаков получил похвальный лист № 3 с правом на серебряную медаль), он стал сотрудником Министерства иностранных дел. Осенью 1819 года он был прикомандирован к русской миссии в Риме. В Италии он заболел и вскоре скончался во Флоренции от чахотки. Похоронен на греческом православном кладбище в Ливорно.
Е. А. Энгельгардт, директор Императорского Царскосельского Лицея, впоследствии рассказывал В. П. Гаевскому: «…За час до смерти он сочинил следующую надпись для своего памятника, и когда ему сказали, что во Флоренции не сумеют вырезать русские буквы, он сам начертал ее крупными буквами и велел скопировать ее на камень».
Прохожий, поспеши к стране родной своей!

Ах, грустно умереть далеко от друзей!
Все личные бумаги Н. А. Корсакова бесследно утеряны. Официальная краткая биография его не содержит точной даты рождения.
Пушкин посвятил Н. А. Корсакову стихотворение «Гроб юноши» и упоминает его в стихотворении «19 октября»:
Он не пришел, кудрявый наш певец,

С огнем в очах, с гитарой сладкогласной:

Под миртами Италии прекрасной

Он тихо спит, и дружеский резец

Не начертал над русскою могилой

Слов несколько на языке родном,

Чтоб некогда нашел привет унылый

Сын севера, бродя в краю чужом.
По мнению авторов исследования о лицейских товарищах Пушкина, М. и С. Руденских, «Николай Корсаков из всех соучеников Пушкина, пожалуй, наиболее близко стоял к нему и по своему темпераменту и по значительной природной одарённости».

## Сборник стихов
- «Дух лицейских трубадуров» — сборник пиитический, составленный в 1816 году, собственноручно господами пиитами"…